# Trechalea tirimbina
Espèce
Trechalea tirimbina est une espèce d'araignées aranéomorphes de la famille des Trechaleidae.

## Distribution
Cette espèce est endémique du Costa Rica.

## Publication originale
- Silva & Lapinski, 2012 : A new species of Trechalea Thorell, 1890 (Araneae: Lycosoidea: Trechaleidae: Trechaleinae) from Costa Rica, with notes on its natural history and ecology. Zootaxa, no 3563, p. 58-64.